# ゴルゴーン (漫画)
『ゴルゴーン』は幻超二による漫画。方向音痴な地獄の3姉妹が引き起こす、少しHなコメディ。題名はギリシア神話のゴルゴーン三姉妹に由来する。

## 登場人物

### メインキャラクター
長女 シェラ・ミスフォーチュン
職業 戦士。誤って「闇のエクスカリバー」の別名を持つ黒の魔剣を引き抜いてしまい、なおかつバンパイヤ・ミイラ男・ゾンビなどに色々されて最強のアンデッド戦士になる。
姉妹の中では中程度の方向音痴（一応、村の冒険者募集に参加できているところから）。
次女 マリア・ミスフォーチュン
職業 僧侶。上級の治療魔法を使いこなし、かなりの魔力を有している。
姉妹の中では極度の方向音痴。街中で待ち合わせている姉がどこにいるのかすら分かっていない。
三女 ティラ・ミスフォーチュン
職業 魔法使い。弱いが金にがめつい。
姉妹の中では軽度の方向音痴。作中で明確な目的地に対する迷子にはなっていないため。

### その他
ケイン導士
マリアが修行していた寺院の責任者（の一人と思われる）。
過去に冒険者としての活動もしていた。
寺院にこもってからは読書のしすぎて近眼ぎみで、間近に相手と向き合っても相手を判別していない。
ミケ
夜の愛玩用動物で、ワーキャット（ネコ人間）に近い姿をしている。
髪の毛の色が3色であることからマリアが命名。人間の耳の位置にネコ耳があり、左肩には蛇のアザ。尾てい骨から尻尾が生えており、かなり器用に扱うこともできる。言葉は喋らず「ニャア」とだけ発する。
盗賊とある村からいただいた（火事場泥棒）アイテムと鍵によって出現した“召喚の門”から現れた。最初はシェラとティラに攻撃的行動を示すが、何も考えていないマリアの“お手”に反応してペットとなる。
「夜の」ということでマリアとそういう仲となる。
実は夜の愛玩動物ですらなく、「召喚の門」を通って現れた「地獄の魔王」の一人。ワーキャットに擬してペット扱いに甘んじているのは「濃厚に魔の気配を漂わせている三姉妹」のそばのほうが自身の気配を消しやすいためと、人間を観察するため。それでも、魔族には見抜かれている。